# Sulfat de protamina
El sulfat de protamina és un medicament indicat per a revertir, per unió molecular, els efectes anticoagulants de l'heparina. El sulfat de protamina es combina amb l'heparina en una proporció 1:1 pels pèptids rics en components bàsics que tenen afinitat amb els grups àcids de l'heparina. Un mil·ligram de sulfat de protamina neutralitza entre 90 i 110 U d'heparina.
Les protamines comprenen una família de proteïnes petites (aproximadament entre 50 i 110 aminoàcids) i riques en arginina, sintetitzades a l'etapa final d'espermàtides, trobades en molts animals i plantes, que s'uneixen a l'ADN, condensant el genoma d'aquestes cèl·lules a un estat genèticament inactiu. En l'etapa de l'espermiogènesi, les histones que comunament organitzen la cromatina en unitats nucleosomals, són reemplaçades per altres proteïnes bàsiques, més petites, anomenades protamines. Aquestes protamines condensen la cromatina en forma de toroide, a diferència del solenoide generat per la interacció amb les histones.
La protamina va ser aïllada originàriament de l'esperma del salmó i d'altres peixos, actualment es produeix per biotecnologia recombinant. És un pèptid altament catiònic. El complex d'heparina i protamina es retira del cos i és desglossat pel sistema reticuloendotelial.